# Клаудіо Вілла
Клаудіо Вілла (італ. Claudio Villa; Рим, 1 січня 1926 року — Падуя, 7 лютого 1987 року) — італійський співак. Іноді він виступав автором, на його ім'я записано 35 пісень. За всю свою кар'єру він продав 45 мільйонів платівок в усьому світі.

## Біографія
Народився в кварталі Трастевере в Римі. За свою кар'єру він записав понад 3000 пісень, продав 45 мільйонів платівок і знявся в 25 мюзиклах. Батьки дали йому ім'я «Клаудіо» на честь Клаудіо Серіо. На фірмі звукозапису «Fonit Cetra» він записав багато відомих пісень, таких як «'A Tazza 'E Cafe'».

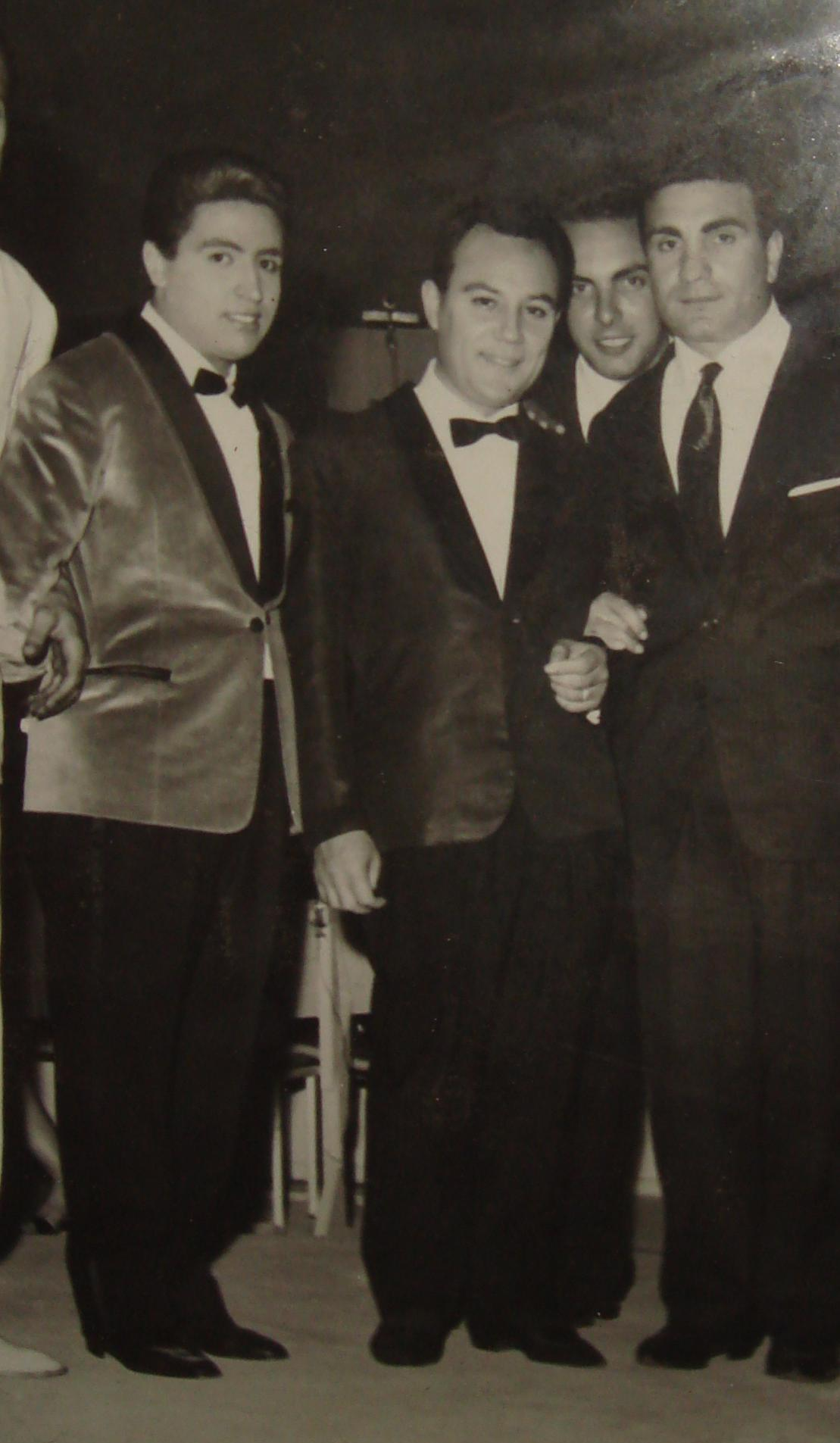
Клаудіо Вілла (в центрі) і Маріо Треві, 1962 рік

Клаудіо Вілла розділяє з Доменіко Модуньо рекорд за кількістю перемог на Фестивалі пісні в Сан-Ремо — чотири рази. Вілла перемагав там у 1955, 1957, 1962 і 1967 роках. У 1962 і 1967 роках він представляв Італію на Конкурсі пісні на приз Євробачення: в 1962 році з піснею «Addio, addio» посів 9-те місце, а у 1967 з «Non andare più lontano» — 11-е.
Вілла помер у 1987 році; на його надгробку написано слова «Життя — ти прекрасна, смерть — ти тхнеш» (Vita sei bella, morte fai schifo). Про його смерть у 1987 році від серцевого нападу оголосив у прямому ефірі Піппо Баудо в останню ніч фестивалю Сан-Ремо. Його могила, оточена барельєфом і настінними розписами з нагоди 20-ї річниці смерті, знаходиться на кладовищі Сан-Себастьяно у Рокка-ді-Папа, недалеко від Риму, де він жив протягом багатьох років зі своєю сім'єю.
У Північній Америці співак був практично невідомим до 1996 року, поки не вийшов фільм «Довга ніч», співрежисерами якого були Стенлі Туччі і Кемпбелл Скотт. Фільм, у якому звучать три пісні Клаудіо Вілла, отримав міжнародне визнання.

## Дискографія
Дискографія Клаудіо Вілла

## Фільмографія
Фільмографія Клаудіо Вілла